# Конституция Словакии
Конститу́ция Слова́кии (словац. Ústava Slovenskej Republiky) — основной закон Словацкой Республики, принятый 1 сентября 1992 года Парламентом страны. Подписана 3 сентября 1992 года Президентом Словакии в Зале Рыцарей Братиславского града. Вступила в силу с 11 октября 1992 года (некоторые положения с 1 января 1993 года).

## Структура Конституции
Текст конституции состоит из преамбулы и 9 глав, разделённых на 156 статей, которые в свою очередь сгруппированы в отдельные разделы. Целый раздел посвящён экологическим правам человека и их гарантиям, кроме того декларируется, что экономика страны является социально и экологически ориентированной.
- Преамбула
- Глава I
  - Общие положения (ст. 1-7).
  - Государственная символика (ст. 8-9).
  - Столица Словацкой Республики (статья 10)
- Глава II — Основные права и свободы
  - Общие положения (ст. 11-13).
  - Основные права и свободы (ст. 14-25).
  - Политические права (ст. 26-32).
  - Права национальных меньшинств и этнических групп (ст. 33-34).
  - Экономические, социальные и культурные права (ст. 35-43).
  - Право на охрану окружающей среды и культурного наследия (ст. 44-45).
  - Право на судебную и иную правовую защиту (ст. 46-50).
  - Заключительные положения для Глав I и II (ст. 51-53).
- Глава III
  - Экономика Словацкой Республики (ст. 55-59).
  - Высшее контрольное управление Словацкой Республики (ст. 60-63).
- Глава IV — Местное самоуправление (ст. 64-71).
- Глава V — Законодательная власть
  - Словацкий Национальный Совет (ст. 72-92).
  - Референдум (ст. 93-100).
- Глава VI — Исполнительная власть
  - Президент Словацкой Республики (ст. 101—107).
  - Правительство Словацкой Республики[англ.] (ст. 108—123).
- Глава VII — Судебная власть
  - Конституционный суд Словацкой Республики (ст. 124—140).
  - Суды Словацкой Республики (ст. 141—148).
- Глава VIII — Прокуратура Словацкой Республики и Омбудсмен
  - Прокуратура Словацкой Республики (ст. 149—151).
  - Омбудсмен (ст. 151а).
- Глава IX — Переходные и заключительные положения.

## Поправки
Поправки к Конституции принимаются парламентом 3/5 от общего числа голосов.
- Поправкой от 14 июля 1998 года установлено, что для избрания Президента достаточно 8 голосов депутатов парламента (до 1999 года Президент Словакии избирался непосредственно парламентом). В случае, если парламент не сможет избрать президента, то полномочия президента временно будет исполнять спикер парламента.
- Поправкой от 14 января 1999 года изменён порядок избрания Президента Словакии, который должен избираться путём всенародного, прямого, тайного голосования сроком на 5 лет. Изменению также подверглись полномочия Президента и порядок его взаимодействия с другими органами власти.
- Поправка от 23 февраля 2001 года привела в соответствие правовую систему страны ради вступления в Европейский союз: основные принципы и нормы международного права стали неотъемлемой частью национального права, учреждён институт омбудсмена, судьи назначаются не парламентом, а президентом на неопределённый срок. Эта поправка также пересмотрела значительную часть полномочий почти всех органов исполнительной, законодательной и судебной власти.
- Поправкой от 14 мая 2004 года запрещено одновременное совмещение должностей депутата парламента страны и Европарламента. Кроме того, расширены права Конституционного суда Словакии по проверке на конституционность проведённых выборов в Европейский парламент.
- Поправка от 27 сентября 2005 года расширила полномочия Высшего контрольного управления Словацкой Республики.
- Поправка от 3 февраля 2006 года наделила омбудсмена правом обращения в Конституционный суд за защитой нарушенных прав граждан.
- Поправка от 4 марта 2010 года закрепила положение о том, что лицо, получившее имущество с нарушением закона, в дальнейшем не может пользоваться защитой со стороны государства. Ранее это уже было подтверждено Конституционным судом[2].
- Поправка от 21 октября 2011 года определила полномочия правительства на переходный период, который наступает в после вынесения парламентом вотума недоверия[3].
- Поправка от 26 июля 2012 года установила, что «Депутат не может быть задержан без согласия Национального совета Словацкой Республики»[4].
- Поправка от 4 июня 2014 года определила брак как «единственный в своём роде союз мужчины и женщины»[5].
- Поправка от 21 октября 2014 года запретила промышленный экспорт питьевой и минеральной вод, за исключением воды в торговой упаковке до 2 литров и для личного использования[6].